# G60

Sprężarka spiralna

G60 to doładowana sprężarką typu G wersja silnika benzynowego o pojemności 1,8dm3 (1781 cm3). Sprężarka napędzana była paskiem wieloklinowym od wału korbowego.

## Konstrukcja sprężarki
Silnik G60 wyposażony był w sprężarkę spiralną. Jej nazwa odnosi się do kształtu przekroju poprzecznego sprężarki, przypominającego literę G.

## Konstrukcja silnika
G60 to czterocylindrowy, ośmiozaworowy silnik rzędowy chłodzony cieczą. Osiągał moc maksymalną 160 KM (118 kW). 
Silnik o oznaczeniu PG montowany był w:
- Volkswagen Passat w latach 1989-1993
- Volkswagen Golf w latach 1990-1991
- Volkswagen Corrado w latach 1989-1993

W 1987 roku VW zaprezentował podobną konstrukcję – G40. Był to silnik o pojemności 1,3 dm3 (oznaczenie kodowe PY) doładowany sprężarką typu G. Osiągał on moc 115 KM (85 kW). Montowany był w latach 1987-1994 w VW Polo.

## Dane techniczne
| Typ silnika                     | G60                   | G40                  |
| ------------------------------- | --------------------- | -------------------- |
| Lata produkcji                  | 1989-1993             | 1987-1994            |
| Moc maksymalna, obr./min        | 160 KM (118 kW), 6000 | 115 KM (85 kW), 5800 |
| Pojemność skokowa dm3 (cm3)     | 1,8 (1781)            | 1,3 (1272)           |
| Liczba cylindrów/układ rozrządu | 4/OHC                 | 4/OHC                |
| Liczba zaworów                  | 8                     | 8                    |
| Oznaczenie kodowe               | PG                    | PY                   |
| Stopień sprężania 1:            | 8,0                   | 8,0                  |
| Układ wtryskowy/zapłonowy       | VW Digifant MP 4.0    | VW Digifant MP 4.2   |